# Сікорський Володимир Йосипович
Володимир Йосипович Сікорський (7 серпня 1916, село Білопіль Грицівського району, тепер Шепетівського району Хмельницької області — ?, місто Заставна Чернівецької області) — український радянський діяч, голова колгоспу «Заповіт Ілліча» Заставнівського району Чернівецької області. Депутат Верховної Ради СРСР 8—9-го скликань.

## Біографія
Народився в селянській родині. Батько помер у 1929 році. У 1930 році разом із матір'ю переїхав у село Чотирбоки Грицівського району. Навчався в сільській школі.
З 1933 року працював у колгоспі, а потім в районному пункті «Заготзерно».
З 1935 року — лаборант у місті Вінниці, з 1937 року — лаборант Шепетівського пункту «Заготзерно», з 1938 року — завідувач лабораторії Деражнянського пункту «Заготзерно», директор Дунаївецького пункту «Заготзерно» в Кам'янець-Подільській області.
Під час німецько-радянської війни перебував разом із елеватором в евакуації у Сталінградській області РРФСР.
Член ВКП(б) з 1946 року.
Після повернення на Хмельниччину, працював директор Дунаївецького елеватора в Кам'янець-Подільській області. У 1948—1951 роках — голова правління промислової артілі села Солобківці, голова правління районної спілки споживчої кооперації, директор Старокостянтинівського пункту «Заготзерно» Кам'янець-Подільської області.
У вересні 1951—1956 роках — директор Заставнівського пункту «Заготзерно» Чернівецької області.
З 1956 року — голова колгоспу «Заповіт Ілліча» села Юрківці Заставнівського району Чернівецької області. Потім працював директором місцевого цегельного заводу.
Переїхав до міста Заставної, де й помер.

## Нагороди
- орден Леніна
- орден Жовтневої Революції
- орден Трудового Червоного Прапора
- медалі